# Thomas Frieberth
Thomas Frieberth OPraem (* 13. Mai 1731 in Wullersdorf; † 2. Oktober 1788 in Geras) war ein österreichischer Komponist.

## Leben
Der auf den Namen Anton Jakob getaufte Komponist wurde in Wullersdorf als Sohn des Schulmeisters geboren. Er entstammte einer musikalischen Familie, sein älterer Bruder Johann Joseph war Kapellmeister am Passauer Bischofshof, sein jüngerer Bruder Franz Karl erfolgreicher Sänger und Komponist. 
Frieberth wählte die geistliche Laufbahn und trat 1750 in das Prämonstratenserstift Geras ein, wo er Schüler des Komponisten František Ignác Tůma war. Zwei Jahre später legte er seine Profess ab und nahm den Ordensnamen Thomas an. 1757 wurde er zum Priester geweiht. Neben seiner kompositorischen Tätigkeit wirkte er um 1780 auch als Kaplan in Blumau. Er starb im Alter von 57 Jahren in Geras an den Folgen eines schweren Sturzes. Sein Werk umfasst Kirchenkompositionen.